# Camisia amictus
Camisia amictus är en kvalsterart som först beskrevs av Sowerby 1806.  Camisia amictus ingår i släktet Camisia och familjen Camisiidae. Inga underarter finns listade.